# Wasserburg Angenrod
Die Wasserburg Angenrod war eine hochmittelalterliche Wasserburg und späteres Hofgut unmittelbar am westlichen Ufer der Antrift in Angenrod, einem westlichen Stadtteil von Alsfeld im Vogelsbergkreis in Hessen. Erhalten ist neben einigen Bodenmerkmalen des Wassergrabens das ehemalige Burghaus.

## Geschichte
Die Wasserburg gilt als Keimzelle des 1272 urkundlich ersterwähnten Dorfes Ingerode, heute als Angenrod bekannt. Schon 1450 hatten die Herren von Wehrda die damalige Wüstung Ingerode von Landgraf Ludwig I. zu Marburg als Lehen erhalten. Sie ließen die Burg als „Hofgut zu Ingerode“ ausbauen.
Im Jahr 1645 wird ein Burghaus zu Angenrod erwähnt, dessen damaliger Inhaber Georg Rudolf von Wehrda, genannt Nodung, war. Er verkaufte das Anwesen in diesem Jahr an den Amtmann von Romrod, den Obristleutnant Urias Martin. Johann Georg von Wehrda erwarb in den 1680er Jahren das Gut seiner Vorfahren wieder zurück. 1805 erlosch mit dem Tod von Karl Reinhard von Wehrda das Geschlecht der Nodung. Das Hofgut fiel an die hessischen Landgrafen zurück.
1811 wechselte das Hofgut an die Familie von Bibra. Um die Wende zum 19. Jahrhundert ging das Gut an die Familie der Grafen Bernstorff über. Nach dem Tod des letzten Bernstorff 1959 kam das Gut zunächst in den Besitz von Georg Wilhelm von Hannover, von dem es die Hessische Landgesellschaft 1972 käuflich erwarb. Kurz darauf brannte der Scheunentrakt des Gutes ab. Ende der 1980er erwarb die Stadt Alsfeld den zuletzt leerstehenden und dem allmählichen Verfall preisgegebenen Gebäudekomplex.

## Anlage
Als so genanntes Festes Haus wurde die Wasserburg vom Hauptbett der Antrift östlich geschützt. Die ehemals dreiseitige Anlage (Herrenhaus) besteht aus einem massiven Untergeschoss mit eingeschossiger Fachwerkkonstruktion. Die Gerüstabfolge gibt Auskunft über die Bautenabfolge. Der wohl älteste Westteil mit Mannfiguren an den Eckständern wird auf um 1700 datiert. Der jüngere Ostteil mit dem konstruktiven Fachwerkgerüst zeigt doppelt verriegelte 3/4 beziehungsweise Stockwerkstreben und wird ins frühe 19. Jahrhundert datiert. Der nördliche Verbindungs- und Querriegel ist der jüngste Teil des Herrenhauses.  Das vom Brand verschonte Herrenhaus wurde 1989 von der Bau- und Siedlungsgenossenschaft Alsfeld zu einem Wohnhaus mit elf Wohnungen ausgebaut. Über dem Seiteneingang des umgebauten Hofgutherrenhauses soll noch heute das Wappen derer von Wehrda zu Nodung zu sehen sein, ein schwarzer Wechselzinnenbalken im weißen Schild. Die zwei Stallungen des 19. Jahrhunderts südlich des Herrenhauses bilden einen nach Nordost ausgerichteten Winkel und sind ebenso wie Reste der erhaltenen Ummauerung Teil des Kulturdenkmals Hofgut Angenrod.
Nördlich oberhalb der Burg zweigte ein künstlicher Graben vom dort aufgestauten Fluss ab, der die Burg- und Hofanlage westlich umfloss. Von dieser mittelalterlichen wasserumflossenen, ehemals dreiseitig erschlossenen Anlage ist heute noch der Fischteich als Rest eines weitverzweigten Grabensystems erhalten. Als älteste Höfe außerhalb der Wasserburg gab es unmittelbar flussaufwärts zwei herrschaftliche Mühlen.